# Planetella strobli
Planetella strobli är en tvåvingeart som först beskrevs av Jean-Jacques Kieffer 1901.  Planetella strobli ingår i släktet Planetella och familjen gallmyggor.
Artens utbredningsområde är Österrike. Inga underarter finns listade i Catalogue of Life.